# Ángel Di María
Ángel Fabián Di María Hernández (* 14. Februar 1988 in Rosario) ist ein argentinischer Fußballspieler. Er spielt im Sturm als rechter Außen- oder Flügelstürmer. Ab Juli 2025 steht er bei Rosario Central in der argentinischen Primera División unter Vertrag. Mit Real Madrid gewann er die Champions League 2013/14, mit der argentinischen Nationalmannschaft wurde er 2022 Weltmeister.

## Vereine

### Rosario Central und Benfica Lissabon
Ángel Di María spielte von 2001 bis 2005 in der Jugendmannschaft des örtlichen Vereins Rosario Central. Ab 2005 spielte er in der ersten Mannschaft, für die er bei 35 Einsätzen vier Tore erzielte. Viele große Vereine, etwa die Boca Juniors oder der FC Arsenal, wurden mit ihm in Verbindung gebracht. Letztendlich unterschrieb er dann im Juli 2007 bei Benfica Lissabon einen Fünfjahresvertrag.

### Real Madrid
Nach drei Spielzeiten in Portugal wechselte Di María im Juni 2010 zu Real Madrid. Er unterschrieb einen Fünfjahresvertrag für 25 Millionen Euro. Nach der Hinrunde der Saison 2010/11 wurde er von der Marca zum besten Neuzugang gewählt. Am 20. April 2011 gewann er mit Real Madrid das Finale der Copa del Rey 2010/11 gegen den FC Barcelona, wobei er mit seiner Flanke zum Siegtor von Cristiano Ronaldo Anteil am Erfolg hatte. In 53 Pflichtspielen kam Di María in seiner ersten Saison bei Real auf neun Tore und zwanzig Torvorlagen.
In der ersten Hälfte der Saison 2011/12 entwickelte sich Di María zum führenden Kreativspieler des Teams und zeichnete sich durch zahlreiche Tore und Torvorlagen aus. Am Ende der Hinrunde verletzte er sich jedoch am Oberschenkel und fiel zwei Monate aus. Eine weitere Muskelverletzung kurz nach seinem Comeback warf ihn erneut zurück. Am Ende der Spielzeit, die Real Madrid als Meister abschloss, standen für Di María in 23 Ligaspielen 15 Torvorlagen und fünf Tore zu Buche. Damit war er trotz seiner wenigen Einsätze der drittbeste Vorbereiter der Liga.
In den folgenden Jahren gewann Di María mit Real Madrid ferner die Supercopa de España, ein weiteres Mal den spanischen Pokal sowie die UEFA Champions League 2013/14. Dabei wurde er nach dem Finale zum „Player of the Match“ gewählt.

### Manchester United
Am 26. August 2014 wechselte Di María zu Manchester United. Er unterschrieb einen bis zum 30. Juni 2019 datierten Vertrag und kostete 59,7 Mio. Pfund Sterling (zu diesem Zeitpunkt ca. 75 Mio. Euro) Ablöse, was ihn zum bis dahin teuersten Transfer der Premier League sowie zu einem der teuersten weltweit machte. Unter Trainer Louis van Gaal kam er auf 27 Ligaeinsätze, bei denen er drei Treffer erzielte und zehn vorbereitete.

### Paris Saint-Germain
Nach einem Jahr in England wechselte Di María am 6. August 2015 nach Frankreich zu Paris Saint-Germain. Dort unterschrieb er einen Vierjahresvertrag. Sein erstes Ligaspiel bestritt er am 30. August 2015. Am Ende seiner Debütsaison gewann er die Meisterschaft, den Pokal, Ligapokal und den Super Cup. Er steuerte zur Meisterschaft 18 Torvorlagen bei.

### Juventus Turin
Im Juli 2022 wechselte Ángel Di María im Alter von 34 Jahren ablösefrei zum italienischen Rekordmeister Juventus Turin, wo er einen Einjahresvertrag erhielt. Mit Juve wurde er unter Trainer Massimiliano Allegri 2022/23 Siebenter in der Serie A, nachdem dem Klub wegen Bilanzfälschung zehn Punkte abgezogen worden waren. In der Champions League erreichte Di María mit Juventus in der Gruppenphase Rang drei, durch den man in die Europa League „abstieg“. Dort scheiterte der Klub im Halbfinale am FC Sevilla. Auch in der Coppa Italia schied Di María mit Juventus im Halbfinale aus – hier an Inter Mailand. Insgesamt absolvierte Ángel Di María für Juventus 40 Partien, davon 14 als Einwechselspieler, erzielte dabei acht Tore und gab sieben Torvorlagen.

### Benfica Lissabon
Im Juli 2023 schloss sich Di María in einem ablösefreien Transfer Benfica Lissabon an. Im Juli 2025 wird er den Verein verlassen.

### Rückkehr nach Argentinien
Zum Juli 2025 kehrt er nach 18 Jahren zu seinem Jugendverein Rosario Central zurück.

## Nationalmannschaft

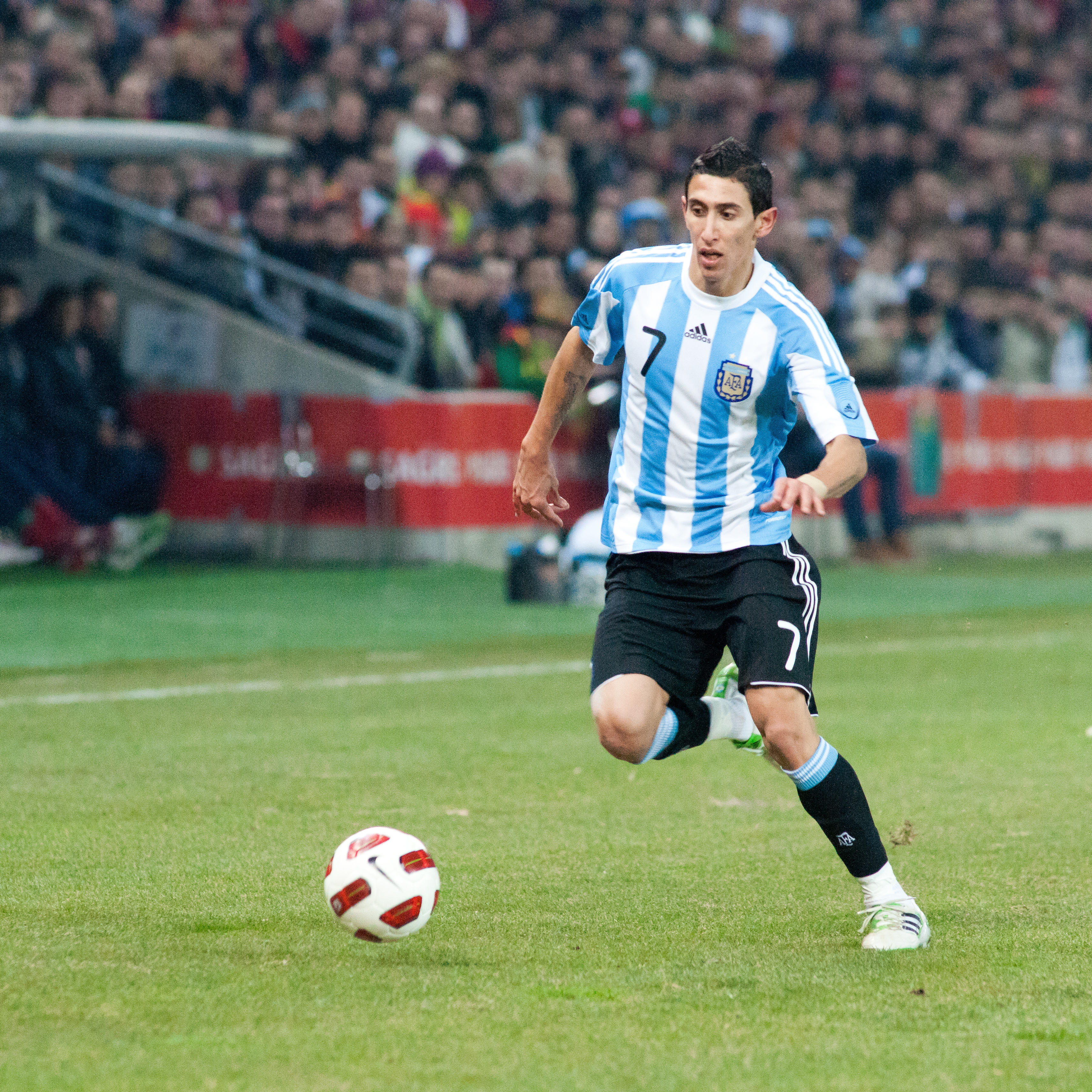
Di María im Spiel gegen Portugal, Februar 2011

Ángel Di María wurde 2007 von Trainer Hugo Tocalli erstmals in die argentinische U20-Nationalmannschaft berufen, für die er zwei Turniere spielte: die U-20-Südamerikameisterschaft 2007 in Paraguay und die Junioren-Weltmeisterschaft 2007 in Kanada. Letztere gewann die argentinische Juniorenauswahl und Di María erzielte in diesem Turnier drei Tore.
Zudem war Di María im Sommer 2008 Mitglied der siegreichen argentinischen Auswahl von Trainer Sergio Batista beim Fußballturnier der Olympischen Sommerspiele in Peking und erzielte dort den entscheidenden Treffer zum 1:0-Sieg im Finale gegen Nigeria.
Sein erstes A-Länderspiel absolvierte Ángel Di María am 6. September 2008 im Alter von 20 Jahren unter Alfio Basile beim 1:1 im WM-Qualifikationsspiel gegen Paraguay.
Nachdem er bei den Qualifikationsspielen zur Weltmeisterschaft 2014 zwölf Einsätze absolviert hatte, nahm Di María am Turnier in Brasilien teil und wurde mit seiner Mannschaft unter Alejandro Sabella Vizeweltmeister. Eines seiner wichtigsten Tore schoss er im Achtelfinale in der 118. Minute zum 1:0-Sieg gegen die Schweiz. Während des Viertelfinales gegen Belgien erlitt Di María einen Muskelriss, so dass er im Halbfinale und im Finale fehlte. Trotz seiner Verletzung wollte Di María im Finale antreten, trotzdem er am Tag des Finales einen Brief von seinem Klub Real Madrid erhalten hatte, in welchem er aufgefordert worden war, nicht am Finale teilzunehmen. Di María wurde von Trainer Sabella daraufhin nicht eingesetzt. Die FIFA setzte Di María auf eine Liste von Nominierten für die Wahl des besten Spielers des Turniers.
Ángel Di María gehörte dem Kader der Nationalmannschaft Argentiniens für die WM 2018 in Russland an und kam in zwei der drei Gruppenspiele zum Einsatz. Im Achtelfinalspiel gegen Frankreich traf er zum zwischenzeitlichen 1:1-Ausgleich, bevor das Spiel mit 3:4 verloren wurde. Di María war anschließend nicht mehr im Kader. Er wurde 2019 erneut in den Nationalmannschaftskader für die Freundschaftsspiele im März gegen Venezuela und Marokko berufen, wobei er wegen einer Oberschenkelverletzung in beiden Begegnungen nicht mitwirken konnte. 2021 schoss Di María das 1:0-Siegtor im Finale der Copa América gegen Brasilien.
Das Turnier um die Weltmeisterschaft 2022 in Katar schloss Ángel Di María mit seiner Mannschaft unter Lionel Scaloni mit dem Titelgewinn ab. Er bereitete im Turnier zwei Tore vor. Im Finale gegen Frankreich erzielte er sein einziges Turniertor, holte einen Strafstoß heraus und wurde in der 64. Minute ausgewechselt. Argentinien gewann nach einem 3:3-Unentschieden im Elfmeterschießen.
Nach dem 1:0-Finalsieg über Kolumbien bei der Copa América 2024 trat Di María aus der Nationalmannschaft zurück. Insgesamt bestritt er 145 Spiele und erzielte 31 Tore für die Albiceleste.

## Titel

### Nationalmannschaft
- Weltmeister: 2022
- Vize-Weltmeister: 2014
- Copa-América-Sieger (2): 2021, 2024
- Finalissima-Sieger: 2022
- Olympiasieger: 2008
- U20-Weltmeister: 2007

### Vereine
International
- Champions-League-Sieger: 2014
- UEFA-Super-Cup-Sieger: 2014

Portugal
- Meister: 2010
- Ligapokalsieger (3): 2009, 2010, 2025
- Supercupsieger: 2023

Spanien
- Meister: 2012
- Pokalsieger (2): 2011, 2014
- Supercupsieger: 2012

Frankreich
- Meister (5): 2016, 2018, 2019, 2020, 2022
- Pokalsieger (5): 2016, 2017, 2018, 2020, 2021
- Ligapokalsieger (4): 2016, 2017, 2018, 2020
- Supercupsieger (5): 2016, 2017, 2018, 2019, 2020

## Auszeichnungen
- FIFA/FIFPro World XI: 2014
- Argentiniens Fußballer des Jahres: 2014
- Spieler des Monats der Ligue 1: Dezember 2015

## Privates
Im Juli 2011 heiratete er in Argentinien seine langjährige Freundin Jorgelina Cardoso. Am 23. April 2013 wurde er Vater einer Tochter.
Di María besitzt neben der argentinischen auch die italienische Staatsbürgerschaft.